# Terry Pratchett: Choosing to Die
Terry Pratchett: Choosing to Die (tłumaczenie z ang. Terry Pratchett: Wybierając śmierć, także Decydując się na śmierć) – film dokumentalny wyprodukowany przez wytwórnię KEO North na zlecenie BBC Scotland, poruszający kwestię wspomaganego samobójstwa. 
Film został wyemitowany przez stację BBC Two późnym wieczorem w poniedziałek 13 czerwca 2011. Pomysłodawcą i prowadzącym jest angielski pisarz fantasy Terry Pratchett. Film ukazuje historię 71-letniego Petera Smedleya, milionera z branży hotelarskiej, cierpiącego na stwardnienie zanikowe boczne, który zdecydował się na wypicie śmiertelnej dawki należącego do barbituranów środka psychotropowego o nazwie Nembutal w siedzibie oferującej pomoc w samobójstwie szwajcarskiej organizacji Dignitas.
Choosing to Die jest pierwszym filmem dokumentalnym w historii brytyjskiej telewizji publicznej, ukazującym śmierć nieuleczalnie chorego człowieka. Wcześniej, w 2008 roku, prywatna telewizja Sky News wyemitowała film ukazujący śmierć Craiga Ewerta, przygotowaną również w klinice Dignitas.

## Odbiór filmu
Premierę filmu obejrzało 1,6 mln widzów, co stanowiło 6,7% całej brytyjskiej publiczności, a poświęcony filmowi program publicystyczny Newsnight, wyemitowany tuż po jego zakończeniu, zgromadził 1,1 mln widzów (5,6%). Premierze towarzyszyły liczne kontrowersje i protesty, a telewizja BBC poinformowała, iż otrzymała od widzów 1219 skarg związanych z filmem wobec 301 opinii pozytywnych.
Nazajutrz po premierze przeciwna eutanazji organizacja The Care Not Killing zażądała wszczęcia śledztwa w sprawie sposobu, w jaki BBC zajmuje się tematem wspomaganego samobójstwa; reprezentująca organizację Alistair Thompson nazwała film „zwyczajną propagandą na rzecz wspomaganego samobójstwa ubraną z trudem w szaty filmu dokumentalnego”. Swoje zastrzeżenia wobec filmu zgłosiła także przewodnicząca chrześcijańskiej organizacji charytatywnej CARE Nola Leach, stwierdzając, iż „fakt, że BBC umożliwiło coś takiego jest dla mnie ogromnie niepokojący”. 
W obronie filmu stanęła z kolei m.in. opowiadająca się za depenalizacją wspomaganego samobójstwa organizacja Dignity in Dying; jej dyrektor wykonawcza, Sarah Wooton, jeszcze przed premierą poparła emisję filmu stwierdzając, iż „uważa za nieodpowiedzialne nieporuszanie kwestii wspomaganego samobójstwa”. BBC zaprzeczyło zarzutom, jakoby wyemitowany film miał skłaniać widzów do naśladownictwa; w ocenie stacji telewizyjnej taki film może pomóc ludziom wyrobić sobie własne zdanie na temat wspomaganego samobójstwa.
27 maja 2012 film otrzymał nagrodę Brytyjskiej Akademii Telewizyjnej (Television BAFTA) za najlepszy indywidualny (nie będący częścią serii) film dokumentalny.